# Richard Cavanaugh
Richard Price Cavanaugh (* 30. Juni 1948 in Denver, Colorado) ist ein ehemaliger US-amerikanischer Rennrodler.
Cavanaugh trat erstmals 1972 im japanischen Sapporo bei Olympischen Winterspielen an. Mit seinem Partner Robert Berkley belegte er im Doppelsitzer den 17. Platz. Bei den Winterspielen 1976 in Innsbruck, Österreich erreichten sie im Doppel den 23. Rang. Im Einzellauf belegte Cavanaugh den 25. Platz.
Zusammen mit Berkley wurde er 1974 und 1975 sowohl nationaler als auch Nordamerikameister im Doppelsitzer.
Cavanaugh wuchs in Hermosa Beach, Kalifornien auf und studierte an der University of Colorado. Nach Beendigung seiner aktiven Karriere zog er nach Pinehurst, North Carolina.